# Víkingur Gøta
Il Víkingur Gøta è una società calcistica faroese con sede a Gøta, cittadina di circa 550 abitanti dell'isola di Eysturoy.

## Storia
Il Víkingur è nato il 4 febbraio 2008 dall'unione del GÍ Gøta e del Leirvík ÍF. La rosa della squadra era formata per la maggior parte dagli ex giocatori del GÍ Gøta, con una parte minoritaria di quelli del Leirvík.
La squadra ha esordito nella Formuladeildin il 31 marzo 2008 contro il B68 Toftired ha vinto per 4-1. Il Víkingur ha concluso la prima stagione al quinto posto ed è stata eliminata nella coppa nazionale al primo turno dal 07 Vestur mentre nel 2009 è arrivato terzo ed ha vinto la coppa nazionale battendo in finale l'EB/Streymur per 3-2.
La vittoria in coppa ha permesso al club di prendere parte alle qualificazioni di Europa League ed alla Supercoppa delle Isole Fær Øer, esordendo in entrambe le competizioni.
Tuttavia, in supercoppa è stato sconfitto dall'HB Tórshavn, mentre in Europa League ha affrontato il Beşiktaş ed è stato sconfitto per 3-0 allo Stadio BJK İnönü di Istanbul e per 0-4 nella partita di ritorno.
Nel 2016 il Vikingur ha trionfato per la prima volta in Formuladeildin, successo bissato anche l'anno seguente, dopo essere giunto alla pari col Klasvik, trionfando grazie alla differenza reti favorevole.
Alla prima storica partecipazione alla Champions League nel 2017, il Vikingur ha avuto la meglio sui kosovari del Trepça'89, vincendo per 2-1 a Gøta e per 1-4 in Kosovo, per poi essere stati eliminati nel secondo turno dagli islandesi dell'Hafnarfjörðar.
Grazie al secondo successo in terra madre, la squadra si è riconfermata nel cammino per la fase a gironi della UEFA Champions League 2018-2019. Qui i faroensi non riescono a ripetersi come l’anno prima e vengono eliminati al primo turno dall’ HJK Helsinki rimediando due sconfitte tra andata e ritorno (2-1 in casa e 3-1 in Finlandia); la squadra viene quindi regredita in UEFA Europa League 2018-2019, ma anche qui non trova vita semplice. Il Torpedo Kutaisi surclassa il piccolo club faroense con un complessivo di 7-0, frutto di un 3-0 in Georgia ed un 4-0 tra le mura amiche.
Conclude la Formuladeildin 2018 al 5º posto, alle spalle del KI Klaksvik.

## Statistiche e record

### Statistiche nelle competizioni UEFA
Tabella aggiornata alla stagione 2025-2026.
| Competizione                             | Partecipazioni | G  | V | N | P  | RF | RS |
| ---------------------------------------- | -------------- | -- | - | - | -- | -- | -- |
| Coppa dei Campioni/UEFA Champions League | 3              | 8  | 2 | 1 | 5  | 11 | 14 |
| Coppa UEFA/UEFA Europa League            | 7              | 20 | 3 | 4 | 13 | 8  | 50 |
| UEFA Conference League                   | 4              | 10 | 4 | 2 | 4  | 10 | 12 |

## Palmarès

### Competizioni nazionali
- Campionati faroensi: 3

2016, 2017, 2024
- Coppa delle Isole Fær Øer: 6

2009, 2012, 2013, 2014, 2015, 2022
- Supercoppa delle Isole Fær Øer: 3

2014, 2015, 2016

### Altri piazzamenti
- Campionato faroese:

Terzo posto: 2021
- Coppa delle Isole Fær Øer:

Finalista: 2020
Semifinalista: 2019, 2024

## Rosa 2013-2014
| N. |                     | Ruolo | Calciatore            |
| -- | ------------------- | ----- | --------------------- |
| 1  | Ungheria (bandiera) | P     | Géza Turi             |
| 3  | Fær Øer (bandiera)  | C     | Hanus Jacobsen        |
| 4  | Fær Øer (bandiera)  | D     | Atli Gregersen        |
| 5  | Fær Øer (bandiera)  | D     | Danjál Pauli Lervig   |
| 6  | Fær Øer (bandiera)  | D     | Bergur Gregersen      |
| 7  | Fær Øer (bandiera)  | C     | Jann Ingi Petersen    |
| 8  | Fær Øer (bandiera)  | A     | Heðin Hansen          |
| 9  | Serbia (bandiera)   | A     | Filip Đorđević        |
| 10 | Fær Øer (bandiera)  | C     | Kaj Leo í Bartalstovu |
| 11 | Fær Øer (bandiera)  | C     | André Olsen           |
| 12 | Fær Øer (bandiera)  | D     | Bárður Hansen         |
| 13 | Fær Øer (bandiera)  | D     | Erling Jacobsen       |

| N. |                    | Ruolo | Calciatore           |
| -- | ------------------ | ----- | -------------------- |
| 14 | Fær Øer (bandiera) | C     | Magnus Jarnskor      |
| 15 | Fær Øer (bandiera) | C     | Jákup Olsen          |
| 16 | Fær Øer (bandiera) | C     | Hans Jørgin Djurhuus |
| 17 | Fær Øer (bandiera) | A     | Finnur Justinussen   |
| 18 | Fær Øer (bandiera) | A     | Per Gregersen        |
| 19 | Fær Øer (bandiera) | C     | Martin Olsen         |
| 20 | Fær Øer (bandiera) | C     | Sølvi Vatnhamar      |
| 21 | Fær Øer (bandiera) | D     | Sam Jacobsen         |
| 22 | Fær Øer (bandiera) | C     | Ingi Sørensen        |
| 25 | Fær Øer (bandiera) | C     | Hjartvard Hansen     |
| 27 | Fær Øer (bandiera) | P     | Elias Rasmussen      |